# Terre-de-Haut
Terre-de-Haut è un comune francese di 1.862 abitanti situato sull'isola minore dell'arcipelago delle Îles des Saintes, facente parte del dipartimento d'oltre mare di Guadalupa.